# Annule cet épisode
Annule cet épisode est un épisode de la série télévisée d'animation Les Simpson. Il s'agit du dix-neuvième épisode de la trente-quatrième saison et du 747e de la série.

## Synopsis
Marge et Lisa conviennent de créer ensemble une organisation caritative pour aider les moins fortunés. Alors que Lisa tente de rendre leur institution aussi moralement propre et idéale que possible, Marge est emportée par le faste et le glamour d'une collecte de fonds de haut niveau parrainée par l'entreprise , provoquant une rupture entre les deux femmes Simpson alors que leurs visions respectives s'affrontent.

## Réception
Lors de sa première diffusion, l'épisode a attiré ?million de téléspectateurs.